# José Soler Sánchez
José Soler Sánchez (Alacant, 15 de juliol de 1840 - 13 d'abril de 1908) fou un químic, farmacèutic i polític valencià, alcalde d'Alacant durant la restauració borbònica.
En 1857 va obtenir el batxiller de filosofia a València i el 1862 es va llicenciar en farmàcia i en 1863 en ciències a la Universitat Central de Madrid, en la que es va doctorar el 1865 amb la memòria La importancia de la teoría Electro-Química. Va treballar a Madrid com a catedràtic de Química Inorgànica a la Facultat de Ciències fins 1874, quan torna a Alacant a fer-se càrrec de la farmàcia de la seva família. Alhora, en 1876 va obtenir la càtedra de física i química a l'Institut Jordi Joan d'Alacant. De 1884 a 1885 fou alcalde interí d'Alacant, i durant el seu mandat va impulsar la construcció del barri de Benalua, la potabilització dels pous del Garrigós i el desenvolupament del tramvia urbà. El 1887 fou nomenat cap del Laboratori Urbà Municipal, que va incorporar als serveis municipals d'Alacant. Fou un dels fundadors i president de la Sociedad de los Diez Amigos.

## Obres
- Anales de Química y Farmacia, Física e Historia Natural, en sus aplicaciones a Terapéutica, Industria, Agricultura y Comercio, Madrid, 1867;
- Análisis de las aguas minerales de Gaviria, San Sebastián, Imprenta de Ignacio Ramón Baroja, 1868;
- Tratado práctico de ensayos y análisis en sus aplicaciones a la Farmacia, la Medicina, las Artes, la Industria, la Agricultura y el Comercio, Madrid, 1869;
- Las teorías de la química, Madrid, Imprenta de Aribau y Cía., 1874;
- Curso elemental de Química con arreglo a los últimos puntos de vista de la ciencia, propio para el estudio de esta asignatura en los institutos de segunda enseñanza, Alicante, Imprenta de Carratalá y Gadea, 1879 (Imprenta de Vicente Botella, 1894; 1897);
- Programa de Química, Alicante, 1880;
- Análisis químicos y bacteriológicos de las Aguas de Sax, Alicante, Sucesores de Such y Serra, 1902; Programa de Física, Alicante, Imprenta de Juan José Carratalá, 1902.